# Grand Hotel Regina
Il Grand Hotel Regina, già Hôtel Regina e Simplon, è un edificio dalle forme liberty situato in largo Roma 3 a Salsomaggiore Terme, in provincia di Parma.

## Storia

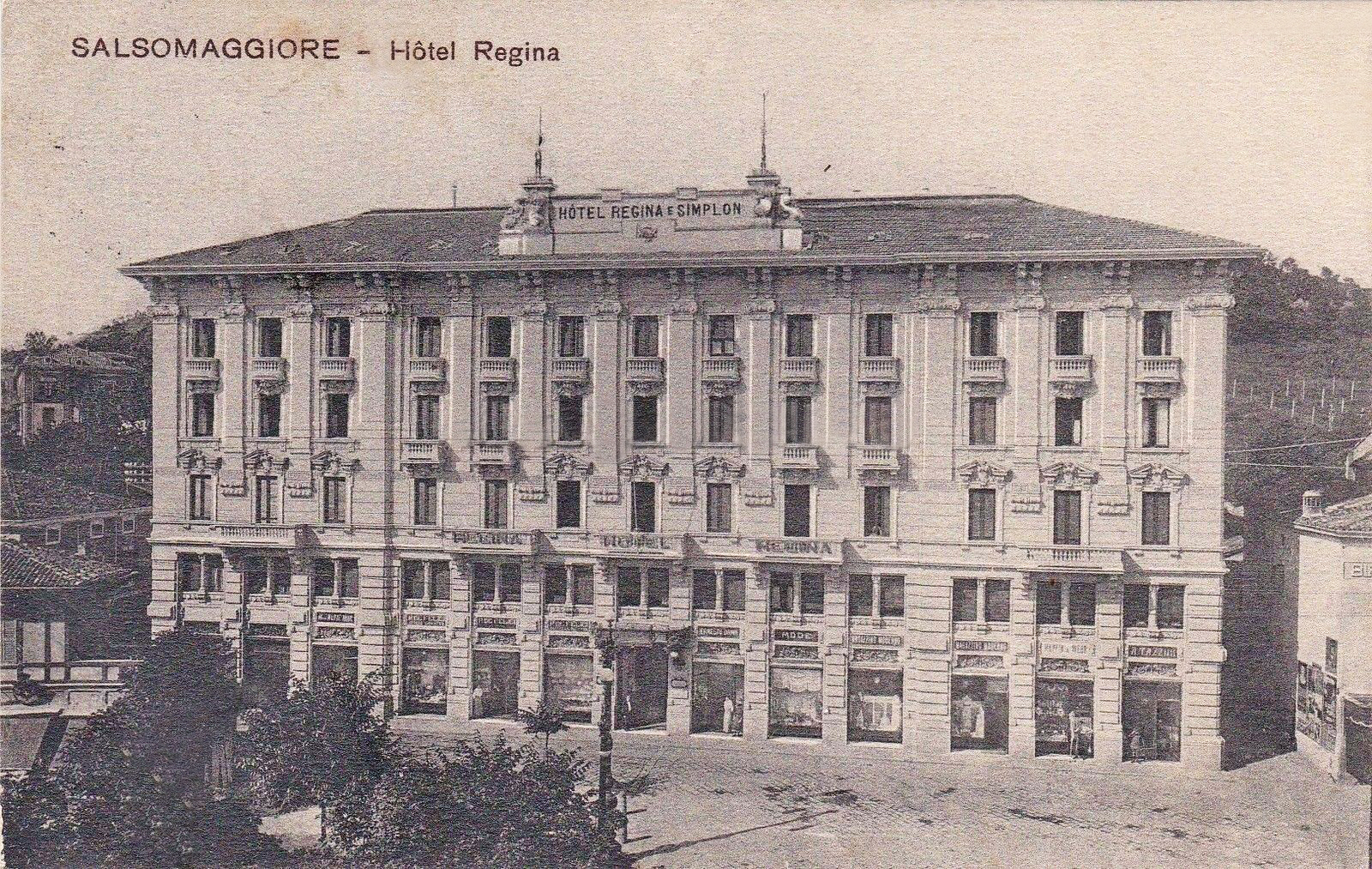
L'Hôtel Regina e Simplon nel 1916

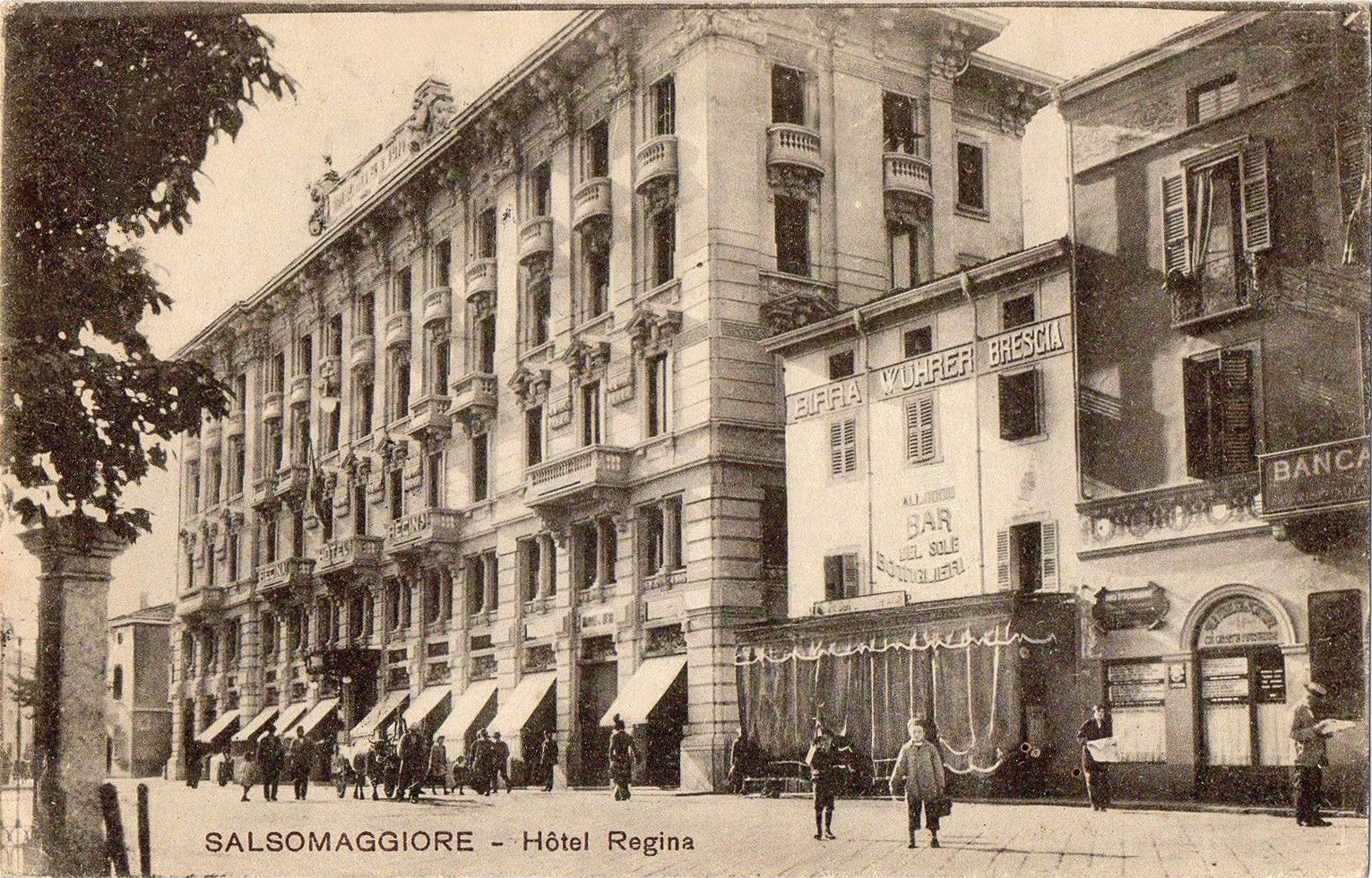
L'Hotel Regina nel 1919

L'edificio fu costruito a partire dal 1911 su un'area in precedenza utilizzata per le esibizioni circensi; l'opera fu commissionata dalla società milanese Paleari e C., che incaricò del progetto l'architetto Giuseppe Boni; i lavori, affidati all'impresa Fonio e Lucchesi, furono completati due anni dopo e lo sfarzoso albergo, ipotizzato inizialmente col nome di Hôtel Meublé, fu inaugurato come Hôtel Regina e Simplon il 7 maggio del 1913.
Al livello terreno, ai lati dell'ingresso, furono aperti alcuni negozi di lusso e una cabina telefonica intercomunale.
Negli anni 1920 il palazzo fu ampliato sul retro con la costruzione di un padiglione riccamente decorato in continuità stilistica col resto dell'edificio, al cui interno fu collocata la sala da pranzo dell'albergo.
Nel 1954 la pensilina liberty in ferro battuto a protezione dell'ingresso principale fu sostituita con una più profonda in forme moderne.
L'albergo fu successivamente alienato, ampliato e restaurato più volte; gli ultimi acquirenti, subentrati nel 2009, avviarono nello stesso anno una serie di lavori di ristrutturazione degli interni.

## Descrizione

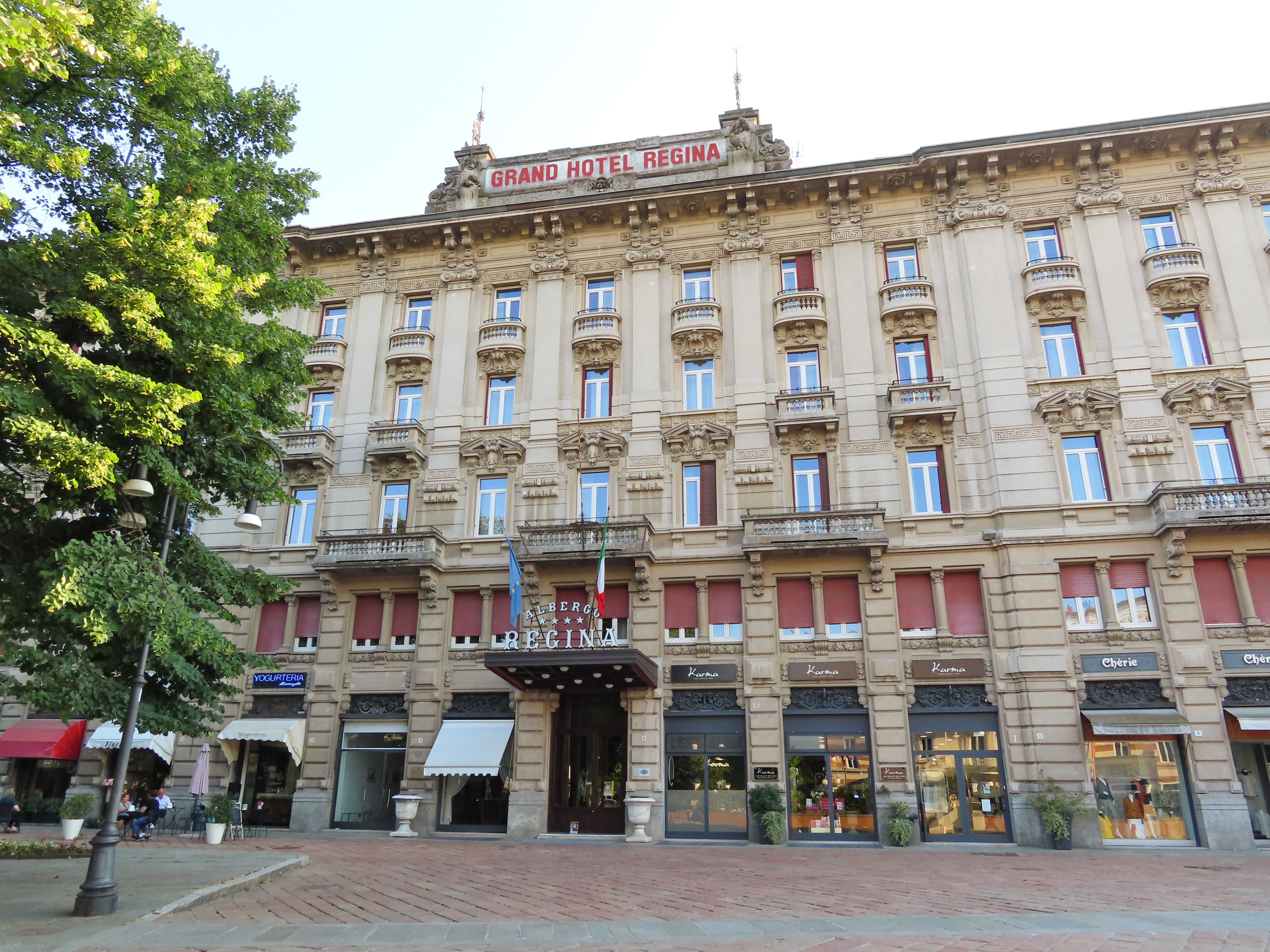
Facciata

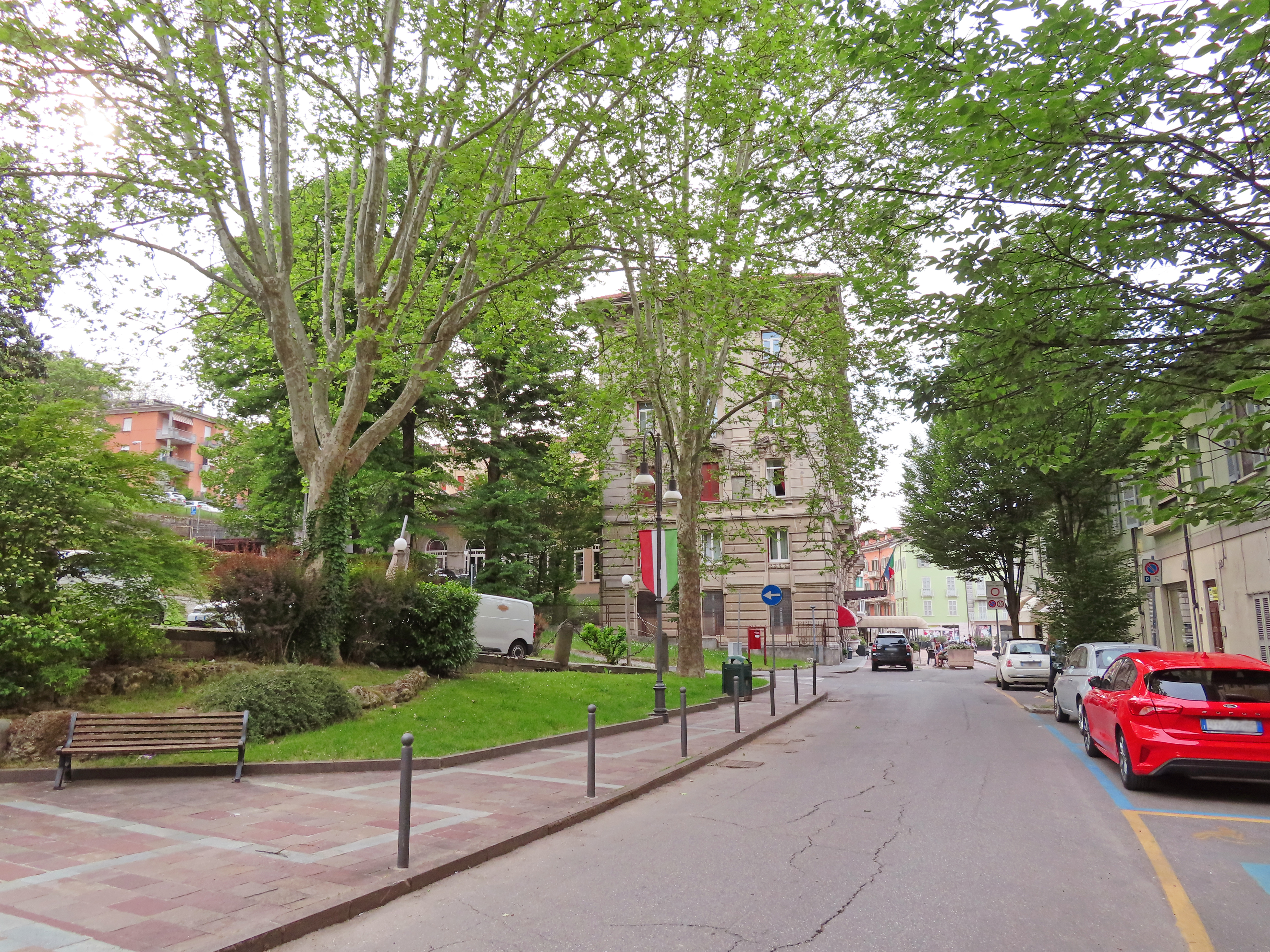
Lato sud-est

Il corpo principale originario si sviluppa su un impianto rettangolare; sul retro si estende nel mezzo il grande padiglione della sala da pranzo, affiancato a nord-ovest da un'ulteriore ala del palazzo.
L'imponente e simmetrica facciata fronte strada, più tipica degli edifici situati nelle grandi città, è suddivisa verticalmente in tre parti, di cui le laterali lievemente aggettanti; il prospetto, riccamente ornato in stile liberty, si eleva su cinque livelli fuori terra, differenti l'uno dall'altro.
I due piani più bassi sono rivestiti in cemento a finto bugnato. Al livello terreno nel centro è collocato il grande portale d'ingresso, protetto da una profonda pensilina metallica decorata inferiormente a cassettoni; ai suoi lati, si aprono direttamente sulla strada sei alte vetrine per parte, sormontate da inferriate decorate con intrecci floreali, probabilmente realizzate dalle officina di Antonio Veronesi su disegno dell'artista Alessandro Mazzucotelli, autore anche delle altre decorazioni in ferro battuto. Al livello superiore, si affacciano, in continuità con le aperture inferiori, tredici ampie bifore rettangolari, scandite da colonne centrali elevate su volute e coronate da capitelli corinzi.
Il terzo livello, separato dal secondo da due fasce marcapiano, è rivestito in finto bugnato lievemente aggettante; in corrispondenza delle aperture inferiori, si aprono otto finestre alternate a cinque portefinestre affacciate su grandi balconi balaustrati, retti da mensole ornate con volute e altorilievi in cemento raffiguranti motivi floreali; le aperture sono coronate o da frontoni triangolari spezzati, contenenti medaglioni in rilievo, o dai quattro piccoli balconi a pianta rettangolare del piano superiore; le finestre sono inquadrate da cornici e scandite da peducci ornati con greche, su cui si ergono fino alla sommità del palazzo larghe lesene ioniche.
Le aperture del quarto livello sono sormontate dai tredici balconcini semicircolari del quinto piano, retti da elaborate volute centrali; in sommità, in corrispondenza dei capitelli ionici delle lesene, corre un motivo a greca in rilievo, su cui si ergono le mensole del profondo cornicione aggettante, decorato con altorilievi. A coronamento, si eleva nel mezzo un fastigio rettangolare, delimitato da due piedistalli ornati con telamoni, su cui si innalzano altrettanti parafulmini in ferro battuto.
La strette facciate laterali riprendono gli stessi motivi architettonici del prospetto principale.
Dal più semplice prospetto retrostante aggetta nel mezzo il grande padiglione della sala da pranzo, parzialmente celato da un terrapieno realizzato in epoca più recente per sostenere il parcheggio dell'albergo; l'edificio presenta una serie di finestroni ad arco a tutto sesto, delimitati da cornici decorate con motivi floreali in rilievo; a coronamento si allunga sotto il cornicione un fregio dipinto con putti e festoni, che scandiscono alcuni oculi.
All'interno i vari livelli sono collegati da un ampio scalone, caratterizzato dalla ringhiera in ferro battuto riccamente decorata con motivi floreali.